# Бюлент Екен
Бюлент Екен (тур. Bülent Eken, 26 жовтня 1923, Мерсін — 25 липня 2016, Стамбул) — турецький футболіст, що грав на позиції захисника, зокрема, за клуби «Галатасарай» та «Салернітана», а також національну збірну Туреччини. По завершенні ігрової кар'єри — тренер.

## Клубна кар'єра
У футболі дебютував 1942 року виступами за команду «Галатасарай», в якій провів вісім сезонів, взявши участь у 102 матчах чемпіонату. У складі «Галатасарая» був одним з головних бомбардирів команди, маючи середню результативність на рівні 0,37 голу за гру першості.
Згодом з 1950 по 1952 рік грав у складі італійських команд «Салернітана» та «Палермо».
1952 року повернувся до клубу «Галатасарай», за який відіграв 5 сезонів. Завершив професійну кар'єру футболіста виступами за команду «Галатасарай» у 1957 році.

## Виступи за збірну
1948 року дебютував в офіційних матчах у складі національної збірної Туреччини. Протягом кар'єри у національній команді провів у її формі 13 матчів.
У складі збірної був учасником  футбольного турніру на Олімпійських іграх 1948 року у Лондоні.
Був присутній в заявці збірної на чемпіонаті світу 1954 року у Швейцарії, але на поле не виходив.

## Кар'єра тренера
Розпочав тренерську кар'єру невдовзі по завершенні кар'єри гравця, 1958 року, очоливши тренерський штаб клубу «Бейоглуспор».
1963 року став головним тренером національної команди Туреччини, яку тренував один рік.
Протягом тренерської кар'єри також очолював команди «Карагюмрюк», «Ізмірспор», «Гезтепе», «Каршияка», «Вефа», «Сівасспор», «Ордуспор» та «Аданаспор».
Останнім місцем тренерської роботи був клуб «Гезтепе», головним тренером команди якого Бюлент Екен був з 1976 по 1977 рік.
Помер 25 липня 2016 року на 93-му році життя у місті Стамбул.